# Jens-Uwe Dankert
Jens-Uwe Dankert (* 27. April 1946 in Wahlstedt) ist ein deutscher Politiker (FDP), er war von 2009 bis 2012 Abgeordneter des Schleswig-Holsteinischen Landtags.

## Ausbildung und Beruf
Jens-Uwe Dankert trat nach der Fachhochschulreife 1963 im Jahr 1964 in die Landespolizei ein, wurde 1978 Hundertschaftsführer in Eutin, 1996 Revierleiter in Lübeck und 2000 Sachbereichsleiter in der Polizeidirektion Lübeck. Dankert ist evangelisch und hat einen Sohn. Er lebt in Eutin.
Dankert ist Mitglied der Opferschutzorganisation Weißer Ring und seit 2006 deren Leiter in Ostholstein.

## Politik
Dankert ist Mitglied der FDP und hatte dort zahlreiche Parteiämter inne, heute ist er Beisitzer im Vorstand des Ortsverbandes Eutin. Bei den Kommunalwahlen 2008 wurde Dankert in den Kreistag von Ostholstein sowie die Stadtvertretung Eutin gewählt. Das Kreistagsmandat legte er nach seinem Einzug in den Landtag am 1. Mai 2010 nieder. In der Eutiner Stadtvertretung ist Dankert nach seiner Wiederwahl bei den Kommunalwahlen 2013 und 2018 weiterhin Vorsitzender der FDP-Fraktion.
2009 wurde Dankert über die FDP-Landesliste in den Schleswig-Holsteinischen Landtag gewählt und war dort Senioren- und Kirchenpolitischer Sprecher der FDP-Landtagsfraktion sowie stellvertretender Vorsitzender des Petitionsausschusses und Mitglied des Europaausschusses. Bei der vorgezogenen Landtagswahl 2012 trat Dankert nicht erneut an.